# Apollonia Iliryjska

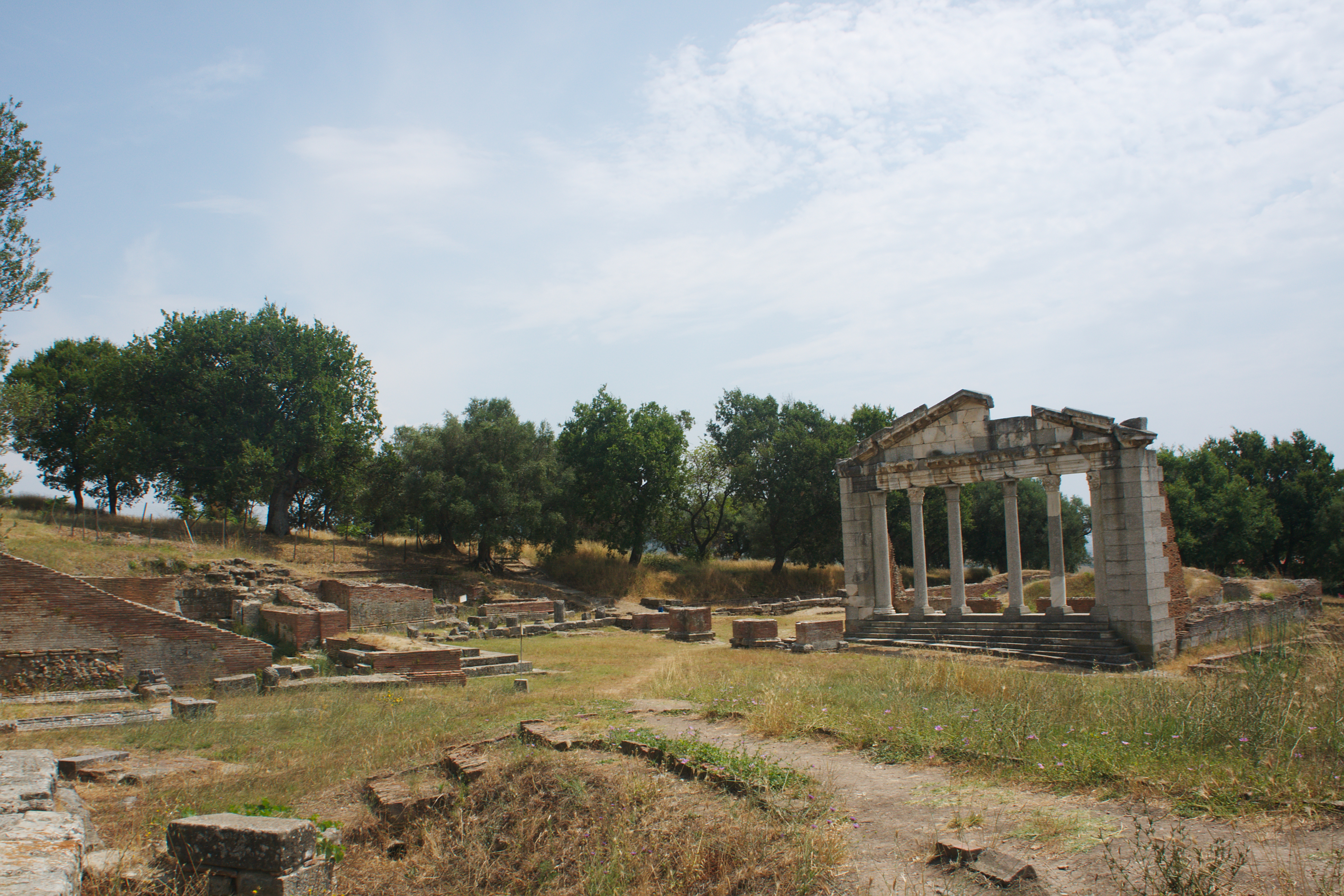
Ruiny w centrum starożytnego miasta z buleuterionem

Apollonia Iliryjska (stgr. Ἀπολλωνία Apollōnia) – dawna kolonia Koryntu na wybrzeżu iliryjskim, obecnie stanowisko archeologiczne w Albanii w pobliżu Fier. 
Okoliczności i dokładna data założenia miasta przez kolonistów greckich nie są pewne. Strabon podaje, że doszło do tego w roku 588 p.n.e., ale archeologiczne znaleziska wskazują na wcześniejszą kolonizację, ok. 620 r. p.n.e.. Być może były dwie fazy osadnictwa greckiego. Zarówno źródła pisane, jak i archeologiczne dokumentują, że osada powstała dzięki kolonistom z Koryntu i Kerkyry, których liczbę Stefanos z Bizancjum szacował na 200 osób. Nazwę osady przyjęto od greckiego boga Apolla, który uchodził za patrona osadnictwa.  
Miasto powstało w głębi lądu, na dość stromym, obronnym wzgórzu z dwoma wierzchołkami lekko przekraczającymi 100 m n.p.m. Połączenie z Morzem Adriatyckim zapewniała żeglowna rzeka Aous, na brzegu której, 1,5 km od miasta, założono duży port, skąd było 12 km do ujścia. Był to obszar zasiedlony przez iliryjskie plemię Taulantiów, którzy z aprobatą odnieśli się do greckiego osadnictwa, a część z nich osiedliła się w mieście. Osada w czasie swojego rozkwitu w IV - III w p.n.e. była chroniona murem długości 4 km, który otaczał teren 81 ha. Oprócz tego odrębny mur obronny otaczał akropol, inny mur wyznaczał w obrębie samego miasta teren temenosu Apolla, w którym wzniesiono świątynię dedykowaną temu bogu. Liczbę ówczesnych mieszkańców szacuje się na 50-60 tys. osób. W roku 314 p.n.e. Appolonia została podbita przez Macedonię, jednak już w 312 r. p.n.e. oswobodzoną ją i weszła w skład królestwa Taulantiów, jako autonomiczne polis. Od 229 r. p.n.e. było podporządkowane Rzymowi, który w 148 r. p.n.e. włączył ją w skład swojego imperium. W roku 234 n.e. doszło w okolicy do silnego trzęsienia ziemi, które spowodowało znaczne zniszczenia, a przede wszystkim niekorzystnie zmieniło bieg rzeki, co skutkowało zabagnieniem okolicznych pól i likwidacją portu i możliwości żeglugi. W efekcie miasto bardzo podupadło. Pewne ożywienie nastąpiło w V w., gdy Apollonię włączono w obręb Cesarstwa Bizantyńskiego i ustanowiono tu biskupa, ale po przeniesieniu biskupstwa i po zniszczeniach dokonanych w następnym wieku przez Awarów wraz z plemionami Słowian, miasto zostało definitywnie porzucone u schyłku VI w. 
W późniejszych wiekach okoliczni mieszkańcy sukcesywnie rozbierali pozostałości budowli Apollonii na budulec. W średniowieczu w obrębie dawnego polis wzniesiono klasztor wraz z kościołem p.w. św. Marii, zachowany do dziś. W XX w. teren wzgórza dwukrotnie fortyfikowano - po raz pierwszy zrobili to Niemcy w czasie okupacji Albanii, a później sami Albańczycy w latach 60. Doprowadziło to do poważnego zniszczenia obszaru zabytkowego Apollonii. Okazjonalne poszukiwania archeologiczne prowadzono tu w XIX w., ale szersze badania stanowiska archeologicznego zainicjował dopiero austriacki archeolog Camillo Praschniker w trakcie I wojny światowej i trwają one z przerwami do czasów współczesnych. Większość znalezisk przechowuje muzeum w stolicy kraju, ale część znajduje się na miejscu, w utworzonym w 1958 r. w miejscowym klasztorze św. Marii muzeum archeologicznym, aczkolwiek zbiory tego ostatniego zostały rozszabrowane przez ludność albańską w 1990 i stworzone od nowa w późniejszych latach.  
Na terenie miasta zidentyfikowano zachowane do dziś pozostałości następujących budowli greckich lub rzymskich:
- agora
- akropol ze śladami dwóch świątyń, jedna poświęcona Zeusowi, druga Artemidzie
- biblioteka
- buleuterion
- domy mieszkalne z mozaikami
- gimnazjon
- mur obronny ze śladami czterech bram
- nimfeum
- obelisk poświęcony Apollonowi
- odeon
- prytanejon
- dwie stoy
- świątynia poświęcona Dianie
- teatr na 9 tys. widzów[12]
- temenos poświęcony Apollonowi z propylejami, otoczony murem
- termy

Koło Apollonii znajduje się związane z nią cmentarzysko, które również było obszarem obfitujących w cenne znaleziska badań archeologicznych. 